# Heinz Schattner

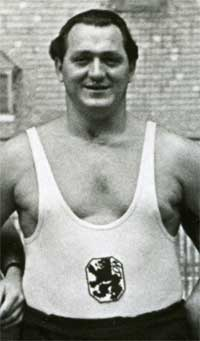
Heinz Schattner

Heinz Schattner (* 20. Juni 1912 in Danzig; † 2. Februar 1954 in München) war ein deutscher Gewichtheber.

## Werdegang
In seiner Jugend spielte der Sohn eines Schreinermeisters gerne Fußball und wandte sich erst mit 16 Jahren dem Gewichtheben zu. Zwischenzeitlich nach Berlin umgezogen, machte er schnelle Fortschritte. Ab 1934 hob er in der deutschen Spitzenklasse im Schwergewicht mit, hatte allerdings in Olympiasieger Josef Manger einen unbezwingbaren Gegner. 1936 wechselte er nach München und schloss sich dem TSV 1860 an. Von 1939 bis 1945 war er Soldat und wurde 1943 schwer verwundet. Von 1945 bis 1949 bildete er zusammen mit seiner Frau und seinem Sohn eine Artistentruppe und trat in Varietes auf. Erst als er 1950 als Kaufmann in München wieder sesshaft wurde, konnte er noch vier erfolgreiche Jahre als Gewichtheber zubringen. Er starb überraschend nach einer Operation, erst 42 Jahre alt.
Bei den Europa-Meisterschaften 1953 in Stockholm errang er den 1. Platz im Schwergewicht. Dafür wurde er am 6. Dezember 1953 mit dem Silbernen Lorbeerblatt ausgezeichnet.

## Internationale Erfolge
| Jahr | Platz | Wettbewerb      | Gewichtskl. | Leistung                 | Ergebnis                                                                                         |
| 1937 | 3.    | WM in Paris     | Schwer      | 395 kg (115-120-160)     | hinter Josef Manger, Deutschland, 420 kg und Václav Pšenička, Tschechoslowakei, 405 kg           |
| 1951 | 4.    | WM in Mailand   | Schwer      | 405 kg                   | hinter John Davis, USA, 432,5 kg, James Bradford, USA, 427,5 kg und Geissa, Ägypten, 407,5 kg    |
| 1951 | 1.    | EM in Mailand   | Schwer      | 405 kg                   | vor Melville Barnett, England, 395 kg und Wilhelm Hafenscher, Österreich, 380 kg                 |
| 1952 | 4.    | OS in Helsinki  | Schwer      | 422,5 kg (130-130-162,5) | hinter John Davis, 460 kg, James Bradford, 437,5 kg und Humberto Selvetti, Argentinien, 432,5 kg |
| 1953 | 4.    | WM in Stockholm | Schwer      | 427,5 kg (137,5-125-165) | hinter Doug Hepburn, Kanada, 467,5 kg, John Davis, 457,5 kg und Humberto Selvetti, 450 kg        |
| 1953 | 1.    | EM in Stockholm | Schwer      | 427,5 kg (137,5-125-165) | vor Theo Aaldering, Deutschland, 415 kg und Franz Hölbl, 402,5 kg                                |

## Erfolge bei deutschen Meisterschaften
- 1934, 4. Platz in Nürnberg, Fünfkampf, S, mit 537,5 kg;
- 1935, 4. Platz in Berlin, OD, S, mit 362,5 kg, hinter Manger, 385, Josef Straßberger, München, 380 kg und Paul Wahl, Möhringen, 372,5 kg;
- 1936, 3. Platz in Berlin, OD, S, mit 380 kg (107,5-117,5-155), hinter Manger, 395 und Wahl, 387,5 kg;
- 1937, 2. Platz in Augsburg, OD, S, mit 395 kg (115-120-160), hinter Manger, 415 kg, vor Wahl, 385 kg;
- 1938, 3. Platz in Breslau, OD, S, mit 370 kg, hinter Manger, 427,5 kg und Wahl, 397,5 kg;
- 1939, 2. Platz in Nürnberg, OD, S, mit 387,5 kg, hinter Manger, 435 kg, vor Wahl, 382,5 kg;
- 1940, 2. Platz in Alsfeld, OD, S, mit 385 kg, hinter Manger, 400 kg, vor Kallbach, Kamenz, 372,5 kg;
- 1941, 2. Platz in Fellbach, OD, S, mit 390 kg, hinter Manger, 412,5 kg und Stropek, Wien, 375 kg;
- 1943, 3. Platz in Wien, OD, S, mit 355 kg, hinter Theo Aaldering, Essen, 375 kg und Stropek, 367,5 kg;
- 1950, 1. Platz in Mönchengladbach, Vierkampf, S, mit 485 kg, vor Aaldering, 485 kg und Hans Rudershausen, Trier, 395 kg;
- 1951, 1. Platz in Sprendlingen, OD, S, mit 412,5 kg (125-125-162,5 kg), vor Aaldering, 412,5 kg;
- 1952, 1. Platz in Meißen, OD, S, mit 420 kg (132,5-125-162,5);
- 1953, 1. Platz in Feuerbach, OD, S, mit 425 kg (137,5-127,5-160), vor Aaldering, 420 kg:

## Deutsche Rekorde
- 1935 160 kg im beidarmigen Stoßen,
- 1937 165 kg im beidarmigen Stoßen,
- 1951 166,5 kg im beidarmigen Stoßen,
- 1953 170 kg im beidarmigen Stoßen,
- 1953 132 kg im beidarmigen Reißen,
- 1953 437,5 kg im olympischen Dreikampf

## Erläuterungen
- wenn nichts anderes vermerkt, fanden die Wettkämpfe im olympischen Dreikampf, bestehend aus Drücken, Reißen und Stoßen statt
- OS = Olympische Spiele, WM = Weltmeisterschaften, EM = Europameisterschaften
- bei der Weltmeisterschaft 1937 und bei den Olympischen Spielen 1952 wurden keine Europameisterschaftstitel vergeben
- zur damaligen Zeit wurden keine Medaillen für die einzelnen Disziplinen vergeben
- Schwergewicht, bis 1950 über 82,5 kg, ab 1951 über 90 kg Körpergewicht